# Mexikanischer Wolf
Der Mexikanische Wolf (Canis lupus baileyi), in Mexiko El lobo genannt, ist die kleinste der fünf amerikanischen Unterarten des Wolfs (Canis lupus) und gehört somit zur Familie der Hundeartigen (Canidae).

## Merkmale
Die Farbe des  Fells ist eine Kombination aus braun, grau, rost- und ockerfarben. Schwanz-, Fuß- und Ohrenspitzen sind meistens schwarz. Der Kopf ist gedrungen, die Schnauze kurz und dick. Er hat lange Beine und einen schlanken Körper.
Er wiegt ca. 23–41 kg und ist inklusive Schwanz ca. 170 cm lang. Sein Stockmaß beträgt ca. 65–80 cm. Die Weibchen sind kleiner als die Männchen. In Gefangenschaft erreicht er ein ungefähres Alter von 15 Jahren.

## Vorkommen
Der Mexikanische Wolf ist heute nur noch im Westen von Mexiko, in der Sierra Madre Occidental und Umgebung zu finden, seit der Jahrhundertwende auch wieder im Südosten Arizonas und Westen New Mexicos (durch Wiederansiedlung). Bis Anfang des 20. Jahrhunderts erstreckte sich das Verbreitungsgebiet vom Südosten von Arizona über den Westen von Texas, den Süden von New Mexico bis nach Mexiko.
Zum Habitat des Mexikanischen Wolfes gehören Steppen, Grasland und Wälder höherer Lagen. Trockene Wüsten gehören nicht zum Habitat, sie werden nur auf der Jagd gelegentlich durchquert.

## Verhalten
Der Mexikanische Wolf lebt in Rudeln von drei bis acht Tieren. Das Rudel besteht aus den Altwölfen und ihren letzten Nachkommen. Im Rudel besteht eine komplexe soziale Hierarchie. Die Altwölfe, Männchen und Weibchen, sind die anführenden, die Alpha-Tiere. Sie sind dafür zuständig, das Revier abzustecken, Frieden im Rudel zu bewahren und Wanderungen des Rudels einzuleiten. Auch ist nur das Alpha-Pärchen für die Fortpflanzung zuständig. Ein Pärchen bleibt normalerweise sein ganzes Leben lang zusammen. Unter dem Alpha-Pärchen stehen die anderen Wölfe des Rudels meistens in zwei parallelen Hierarchie-Linien. Zwei Rudel treffen selten aufeinander, da ihre Reviere durch Heulen und Duftmarkierungen abgesteckt werden.
Mexikanische Wölfe können exzellent hören, sehen und riechen. Sie nutzen diese Sinne zum Jagen und zur Kommunikation mit ihren Artgenossen. Die Kommunikation geschieht über Heulen, Bellen, Winseln, Jaulen und Knurren. Auch die Körpersprache, wie Gesichtsausdruck, Körperhaltung und bestimmte Bewegungsabläufe, wird eingesetzt. Als Drohgebärde stellen sie die Nackenhaare auf und knurren. Jeder Wolf heult anders, daran können sie sich erkennen, auch ohne sich zu sehen. Sie heulen, um sich zu finden und um ihr Revier zu kennzeichnen. Das Revier wird aber hauptsächlich durch Duftmarkierungen an Bäumen, Steinen oder Sträuchern abgesteckt. Sollte doch mal ein Wolf eines Nachbarrudels zu sehen sein, wird versucht, ihn durch Knurren und Drohgebärden zu vertreiben.
Mit seinen langen, kräftigen Beinen kann der Mexikanische Wolf weite Strecken zurücklegen. Auf der Jagd läuft er in wenigen Tagen Hunderte von Kilometern. Bei der Hetzjagd läuft das ganze Rudel seiner Beute bis zu ihrer Erschöpfung ausdauernd hinterher, in der Gruppe können sie auch größere Beutetiere erlegen. In bewohnten Gebieten jagen sie nur bei Nacht, ansonsten auch bei Tag.

## Ernährung
Der Mexikanische Wolf ernährt sich zumeist von Hirschen. Gabelböcke, Nagetiere, Nabelschweine und gelegentlich Viehbestände ergänzen seinen Speiseplan.

## Fortpflanzung
Mexikanische Wölfe pflanzen sich ein Mal im Jahr fort. Das Weibchen wird zwischen Mitte Februar und Mitte März gedeckt. Nach einer Tragzeit von ca. 63 Tagen, im April oder Mai, wirft das Weibchen durchschnittlich vier bis sieben Welpen. Während sie den Wurf sechs bis acht Wochen lang säugt und aufzieht, versorgt das Männchen sie mit Nahrung, die anderen Wölfe des Rudels helfen bei der Aufzucht. Nach drei Monaten erlernen die Nachkommen das Jagen, indem sie den Altwölfen folgen. Die Jungtiere bleiben ein bis zwei Jahre bei den Altwölfen.

## Gefährdung und Schutz
Der einzige natürliche Feind des Mexikanischen Wolfes ist der Mensch. Die Jagd des Menschen auf Elche und Rotwild zwang die Wölfe, Viehbestände des Menschen zu jagen, um nicht zu verhungern. Dies führte zur großflächigen Ausrottung des Mexikanischen Wolfes. Sie wurden von Privatpersonen und ab 1914 in den USA auch von Forstbehörden im Rahmen der Animal Damage Control geschossen und vergiftet. Seit den ersten Jahren des 20. Jahrhunderts wurde in den Vereinigten Staaten kein Mexikanischer Wolf mehr nachgewiesen.
Gemäß einem Partnervertrag zwischen den Vereinigten Staaten und Mexiko wurden zwischen 1977 und 1980 fünf Mexikanische Wölfe in den mexikanischen Bundesstaaten Durango und Chihuahua gefangen. Diese Wölfe wurden in Gefangenschaft weiter gezüchtet. Heute wird diese Population von der American Zoo and Aquarium Association in 40 Zoos und Naturschutzgebieten in den Vereinigten Staaten und Mexikos überwacht. 1995 wurden zwei zusätzliche Zuchtlinien, seit den 1960er Jahren in Gefangenschaft, ins Züchtungsprojekt integriert, nachdem DNA-Tests bestätigt hatten, dass es reine Mexikanische Wölfe sind. In Gefangenschaft leben heute ca. 200 Mexikanische Wölfe.
Im März 1998 wurden 34 Mexikanische Wölfe im Südosten Arizonas angesiedelt. Damit erhoffte man sich den Fortbestand dieser seit 1996 in der Roten Liste als „in der Wildnis ausgestorben“ eingestuften Unterart, weil sie unter anderem auch eine wichtige Rolle im Ökosystem spielen. Mexikanische Wölfe jagten hauptsächlich krankes, verletztes, altes und junges Wild, dies hielt die Beutepopulationen gesund und verhinderte Überpopulationen. Schon im ersten Jahr der Aussetzung wurden fünf Wölfe erschossen, einer überfahren, einer ist unbekannt verschwunden und fünf weitere haben zu ihren Aufzuchtstationen zurückgefunden. Im Jahre 2002 wurden weitere Wölfe in den Südosten Arizonas und den Apache-Sitgreaves National Forest entlassen. Da sie sich fortgepflanzt haben, breiteten sie sich weiter in den angrenzenden Gila National Forest im Westen New Mexicos aus. Das Ziel der Wiederansiedlung soll ein Wildbestand von mindestens 100 Mexikanischen Wölfen im Jahre 2008 sein.